# Shigekazu Nakamura
Shigekazu Nakamura (født 30. juli 1958) er en tidligere japansk fodboldspiller og træner.
Han har spillet for flere forskellige klubber i sin karriere, herunder Mazda.
Han har tidligere trænet Avispa Fukuoka.